# Quintillo
Quintillo, il cui nome completo era Marco Aurelio Claudio Quintillo (latino: Marcus Aurelius Claudius Quintillus) (Sirmio, 220 circa – Aquileia, 270), è stato un imperatore romano.

## Biografia
Era fratello di Claudio II il Gotico, nato anch'egli in Illiria o Dalmazia intorno al 220. Quando il fratello morì, egli era probabilmente a capo di una colonna mobile, composta prevalentemente da cavalieri, a difesa dell'Italia. Venne eletto dal senato, ansioso di riprendersi gli antichi poteri, ormai persi da tempo e proclamato imperatore ad Aquileia. Alla notizia della proclamazione di Aureliano nel settembre del 270, i suoi uomini gli voltarono le spalle e dopo pochi giorni (o forse pochi mesi) sparì dalla scena.
La morte prematura di Claudio costrinse Aureliano a concludere rapidamente la guerra contro i Goti in Tracia e nelle Mesie, ponendo fine agli assedi di Anchialus (nei pressi della moderna Pomorie, lungo le coste bulgare del Mar Nero) e di Nicopolis ad Istrum.
Secondo quanto ci tramanda la Historia Augusta, Quintillo, a causa della brevità del suo regno, non viene ricordato per nulla di importante. Egli, infatti, al diciassettesimo giorno di regno oppure al ventesimo, poiché si era mostrato severo con le truppe, venne ucciso alla maniera di Galba e di Pertinace. Un'altra versione gli attribuisce una fine diversa: si sarebbe suicidato tagliandosi le vene.
(Historia Augusta, Divus Aurelianus, 37.5-6)
Secondo, infine, Giovanni di Antiochia e Zosimo, Quintillo rinunciò al potere di buon grado; poi uno dei suoi medici gli tagliò una vena e lasciò scorrere il sangue.
(Zosimo, Storia nuova, I, 47.)
Di Quintillo, Eutropio scrive:
(Eutropio, Breviarium ab urbe condita, IX, 11.)